# Вітрівський заказник
Ві́трівський зака́зник — гідрологічний заказник місцевого значення в Україні. Об'єкт природно-заповідного фонду Харківської області. 
Розташований на території Балаклійського району Харківської області, на околиці села Чепіль та села Вітрівка. 
Площа — 349 га. Статус отриманий згідно з рішенням Харківської обласної ради від 06.12.2018 року № 887-VII. Перебуває у віданні ДП «Балаклійське лісове господарство». 
Територія є природним ядром біологічного та ландшафтного різноманіття, яка включена до складу Придонецького природного регіону загальнодержавного значення регіональної екомережі Харківської області. На території мешкають типові та унікальні угруповання рослин і тварин, серед яких виявлено низку рідкісних видів, занесених до Європейського червоного списку тварин і рослин, що є під загрозою зникнення у світовому масштабі, Червоної книги України та до переліку видів рослин, що підлягають особливій охороні на території Харківської області.